# Munich Ravens
Die Munich Ravens sind ein American-Football-Team aus München. Die Mannschaft spielt seit der Saison 2023 in der European League of Football (ELF).
In der Premierensaison holten die Münchner sieben Siege aus zwölf Spielen. Als Dritter der Central Conference verpasste die Mannschaft knapp die Play-offs. Die Heimspiele der Ravens werden im Sportpark Unterhaching ausgetragen. Das Team kommt auf einen Schnitt von knapp über 5000 Zuschauer pro Heimspiel. Gesellschafter der München American Football Holding GmbH ist Thomas Krohne.

## Geschichte
Der Einstieg der neu gegründeten Franchise in die professionelle Liga ELF wurde am 3. August 2022 bekannt gegeben. München war damit der achte deutsche Standort der Liga, weitere Standorte in Deutschland sind laut Liga nicht mehr geplant. Man enthüllte jedoch vorerst weder Name noch weitere Infos. Am 1. September 2022 wurde Sebastian Stolz als General Manager vorgestellt, zuletzt beim EC Red Bull Salzburg tätig. Zuvor arbeitete er unter anderem für die Hamburg Sea Devils in der NFL Europa und das NFL-Team Oakland Raiders. Am 8. September 2022 wurde der Name und das Logo der Ravens veröffentlicht. Als Sportdirektor verpflichteten die Ravens Sean Shelton, 2022 noch als Spieler Most Valuable Player der ELF. Als erster Head Coach der Teamhistorie wurde John Shoop verpflichtet.
Am 4. November 2022 gaben die Ravens mit dem US-Amerikaner Darius Robinson die erste Spielerverpflichtung bekannt. Einen Tag später fand im Olympiastadion das erste Try Out der Franchise statt.

### Saison 2023
Am 4. Juni 2023 absolvierten die Munich Ravens ihr erstes Spiel in der ELF. Vor 6238 Zuschauern im Sportpark Unterhaching mussten sie sich dem Vorjahres-Halbfinalisten Raiders Tirol mit 38:59 geschlagen geben. Den ersten Sieg der Team-Historie feierten die Bayern bei ihrem ersten Auswärtsspiel. Bei den Helvetic Guards setzten sie sich am 18. Juni 2023 mit 39:10 durch. Eine Woche später folgte ein 39:15-Erfolg bei den Barcelona Dragons. Die nächsten beiden Siege feierten die Munich Ravens dann daheim (56:37 gegen Milano Seamen; 35:6 gegen Helvetic Guards). Sie beendeten die Saison mit zwei weiteren Erfolgen und standen am Ende bei sieben Siegen aus zwölf Spielen. Trotz der besten Bilanz eines Liga-Neulings verpassten sie knapp die Play-off-Qualifikation.
Zu den sechs Heimspielen kamen im Schnitt mehr als 5.000 Zuschauer. Kurz nach Saisonende trennten sich die Ravens von Head Coach John Shoop und Defensive Coordinator Vince Okruch.

### Saison 2024
Am 28. September 2023 gaben die Ravens Kendral Ellison als neuen Head Coach bekannt. Ellison war von 2021 bis 2023 Defensive Coordinator des Ligakonkurrenten Hamburg Sea Devils. Neuer Offensive Coordinator wurde Kyle Callahan, zuvor in selber Position bei den Raiders Tirol tätig.
Am 9. Januar 2024 stellten die Munich Ravens Joe Thomas als Offensive Line Coach vor. Der ehemalige Superstar der NFL ist Mitglied in der Pro Football Hall of Fame und unterstützt die Ravens nicht nur als Coach, sondern auch als Marketing Ambassador.
Die Munich Ravens starteten mit einem Auswärtsspiel gegen Stuttgart. Den ersten Sieg feierten sie eine Woche darauf daheim gegen Prag. Ein Highlight war dann das Spiel im Max-Morlock-Stadion in Nürnberg. 10.822 Zuschauer kamen zu der Partie (erneut gegen Stuttgart). Es folgte eine Serie von sieben Siegen in Folge und eine Bilanz von 9:3-Siegen. Damit erreichten die Munich Ravens erstmals die Playoffs.
Als Fünftplatzierter traten sie in der Wildcard-Runde bei den Paris Musketeers an. Das Spiel fand in Valenciennes statt, da in Paris keine Spielstätte verfügbar war. In einem packenden Duell mit neun Führungswechseln mussten sich die Bayern schließlich mit 37:40 geschlagen geben.
Nach der Saison wurde General Manager Stolz verabschiedet.

## Statistik

### Platzierungen
| Saison | Conf./Div. | Platz | Spiele | S  | N | SQ    | P+   | P−  | Diff | Conf | Serie                   | Postseason                              | Zuschauer Ø |
| ------ | ---------- | ----- | ------ | -- | - | ----- | ---- | --- | ---- | ---- | ----------------------- | --------------------------------------- | ----------- |
| 2023   | Central    | 3.    | 12     | 7  | 5 | 0,583 | 425  | 338 | +87  | 7:3  | 1N–2S–2N–1S–1N–2S–1N–2S | –                                       | 5.009       |
| 2024   | Central    | 2.    | 12     | 9  | 3 | 0,750 | 534  | 191 | +343 | 7:3  | 1N–2S–2N–7S             | WC Niederlage: Paris Musketeers (37:40) | 5.035       |
| 2025   | South      | 1.    | 12     | 11 | 1 | 0,917 | 436  | 269 | +167 | 6:0  | 2S–1N–9S                |                                         |             |
| Summe  | Summe      | Summe | 36     | 27 | 9 | 0,750 | 1395 | 798 | +597 | 20:6 |                         | Wildcard: 0-1                           | 5.022       |

(WC: Wildcard, HF: Halbfinale, CG: Championship Game)

### Direkter Vergleich
| Gegner               | erste Begegnung | Regular Season | Regular Season | Regular Season | Regular Season | Regular Season | Regular Season | Regular Season | Play-offs | Play-offs | Play-offs | Play-offs | Play-offs | Höchster Sieg | Höchste Niederlage |
| Gegner               | erste Begegnung | Sp             | S              | N              | SQ             | P+             | P−             | Diff           | S         | N         | P+        | P−        | Diff      | Höchster Sieg | Höchste Niederlage |
| -------------------- | --------------- | -------------- | -------------- | -------------- | -------------- | -------------- | -------------- | -------------- | --------- | --------- | --------- | --------- | --------- | ------------- | ------------------ |
| Barcelona Dragons    | 2023            | 4              | 4              | 0              | 1,000          | 238            | 15             | +223           |           |           |           |           |           | 90:00 (2024)  | –                  |
| Berlin Thunder       | 2025            | 2              | 2              | 0              | 1,000          | 73             | 28             | 0+45           |           |           |           |           |           | 35:12 (2025)  | –                  |
| Helvetic Guards      | 2023            | 2              | 2              | 0              | 1,000          | 74             | 16             | 0+58           |           |           |           |           |           | 39:10 (2023)  | –                  |
| Helvetic Mercenaries | 2024            | 4              | 4              | 0              | 1,000          | 185            | 70             | +115           |           |           |           |           |           | 58:14 (2025)  | –                  |
| Madrid Bravos        | 2025            | 2              | 2              | 0              | 1,000          | 73             | 67             | 00+6           |           |           |           |           |           | 43:40 (2025)  | –                  |
| Milano Seamen        | 2023            | 4              | 4              | 0              | 1,000          | 222            | 103            | +119           |           |           |           |           |           | 47:70 (2024)  | –                  |
| Panthers Wrocław     | 2025            | 2              | 2              | 0              | 1,000          | 83             | 40             | +43            |           |           |           |           |           | 49:26 (2025)  | –                  |
| Paris Musketeers     | 2024            |                |                |                |                |                |                |                | 0         | 1         | 37        | 40        | –3        | –             | 37:40 (2024)       |
| Prague Lions         | 2024            | 2              | 2              | 0              | 1,000          | 98             | 21             | 0+77           |           |           |           |           |           | 51:70 (2024)  | –                  |
| Raiders Tirol        | 2023            | 6              | 3              | 3              | 0,500          | 169            | 147            | 0+22           |           |           |           |           |           | 30:30 (2024)  | 38:59 (2023)       |
| Rhein Fire           | 2023            | 2              | 0              | 2              | 0,000          | 48             | 99             | 0−51           |           |           |           |           |           | –             | 23:60 (2023)       |
| Stuttgart Surge      | 2023            | 6              | 2              | 4              | 0,333          | 132            | 192            | 0−60           |           |           |           |           |           | 36:33 (2025)  | 05:27 (2024)       |

Stand: 16. August 2025
Legende:
| Spiele       | Siege              | Niederlagen           |
| SQ Siegquote | P+ gemachte Punkte | P− gegnerische Punkte |

## Trainer

### Head Coaches
| # | Name            | Saisons | Regular Season | Regular Season | Regular Season | Regular Season | Play-offs | Play-offs | Play-offs |
| # | Name            | Saisons | Spiele         | S              | N              | Siegquote      | Spiele    | S         | N         |
| - | --------------- | ------- | -------------- | -------------- | -------------- | -------------- | --------- | --------- | --------- |
| 1 | John Shoop      | 2023    | 12             | 7              | 5              | 0,583          | –         | –         | –         |
| 2 | Kendral Ellison | 2024–   | 12             | 9              | 3              | 0,750          | 1         | 0         | 1         |

## Aktueller Kader

### Kader
| Abkürzungen der Spieler-Positionen im American Football | Abkürzungen der Spieler-Positionen im American Football |
| ------------------------------------------------------- | --- |
| Offense                                                 | QB – Quarterback \| RB – Runningback \| FB – Fullback \| TE – Tight End \| E/WR – Wide Receiver \| T – Tackle \| G – Guard \| C – Center |
| Defense                                                 | DT – Defensive Tackle \| DE – Defensive End \| NT – Nose Tackle \| LB – Linebacker \| ILB – Inside Linebacker \| MLB – Middle Linebacker \| OLB – Outside Linebacker \| CB – Cornerback \| NB – Nickelback \| FS – Free Safety \| SS – Strong Safety |
| Special Teams                                           | K – Kicker \| P – Punter \| KS – Kicking Specialist \| KOS – Kickoff Specialist \| LS – Long Snapper \| RS – Return Specialist \| KOR/KR – Kick Returner \| PR – Punt Returner \| PP – Punt Protector                                                |

## München American Football Holding GmbH
Die Betreibergesellschaft wurde zu gleichen Teilen von Thomas Krohne über die TKR Ventures und Christian Binder über die TIEFA Beteiligungs GmbH gegründet. Anfang 2024 übernahm Krohne alle Anteile an der GmbH. Die TKR Ventures ist seit Juli 2022 auch mit 4 % an der European League of Football GmbH beteiligt.

## Sponsoren und Partner
Die Partner- und Sponsorengruppe der Munich Ravens umfasst insgesamt sieben Unternehmen. Dies sind Toyota Deutschland mit dem Autohaus Vollmann in München, der Onlinemodehändler Hirmer Grosse Grössen, die Fitnessstudiokette Prime Time Fitness mit ihren Münchener Studios, die Hotelkette Leonardo Hotels, die Stadtsparkasse München, die Schön Klinik im Münchener Stadtteil Harlaching und das Münchener Boulevardmagazin Tz.
Außerdem haben Unternehmen die Möglichkeit einer Mitgliedschaft im Business Club „Friends of the Flock“. Dieser dient zum einen der Vernetzung und Kommunikation der Sponsoren und Partner untereinander, zum anderen ist mit der Mitgliedschaft der Erhalt eines individuellen Sponsoring-Pakets inbegriffen.